# Odert Reinhold von Essen den äldre
Odert Reinhold von Essen den äldre, född 1665, död den 19 februari 1714, var en svensk militär. Han tillhörde ätten von Essen af Zellie och var farfar till Odert Reinhold von Essen den yngre. 
Överste blev han 1703 och befälhavare över Björneborgs läns infanteriregemente. Essen stupade i slaget vid Storkyro, där hans trupper kämpade till siste man. Hans lik hade 32 sår.